# ميروين ماير
ميروين ماير (بالإنجليزية: Merwin D. Maier)‏ هو لاعب الجسر ‏ ومحامي أمريكي، ولد في 14 أغسطس 1908 في مانهاتن في الولايات المتحدة، وتوفي بنفس المكان في 15 فبراير 1942.